# 三輪伝七
三輪 伝七（傳七、みわ でんしち、1860年3月26日（万延元年3月5日）- 1913年（大正2年）11月12日）は、明治から大正初期の地主、酒造家、実業家、政治家。衆議院議員、山口県会議長、山口県熊毛郡周防村長。号・翠楠。

## 経歴
周防国熊毛郡小周防村（山口県熊毛郡周防村を経て現光市大字小周防）で、農業、酒造業・三輪辰之助、トシ（登志子）の長男として生まれた。父の死去により1869年（明治2年1月）家督を相続し、母の養育を受けて酒造業を営む。同年、山口明倫館文学寮に入り漢学を修めた。1871年（明治4年）上京して同人社に入り、1873年（明治6年）11月、慶應義塾に移り英学を修めた。病のため1877年（明治10年）8月に帰郷した。
1880年（明治13年）小周防村会議員に就任。同議長、大河内村外二ヶ村連合村会議長、米川組連合村会議長、熊毛郡第18小学区学務委員、熊毛郡地主総代、小周防村地主総代、山口県協同会議員、周防村会議員などを務めた。1886年（明治19年）3月、山口県会議員に選出され、1894年（明治27年）3月まで在任し、同議長も務めた。
1894年3月、第3回衆議院議員総選挙（山口県第4区）で初当選。以後、第9回総選挙まで3回再選され、衆議院議員に通算4期在任した。
1895年（明治28年）1月、周防村長に就任し1896年（明治29年）10月まで在任。同年9月、郡制施行により熊毛郡会議員に当選し1899年（明治32年）まで務めた。その他、熊毛郡第四部衛生会長、同郡教育会議員、同郡島田川改修委員、防長倶楽部地方委員、熊毛郡徴兵参事員、同郡所得税調査委員などに在任。
実業界などでは、熊毛郡農工商会長、同郡模範農場取締、同郡農会副会長、地方森林会議員、防長漁業社長、朝鮮勧農株式会社監査役などを務めた。

## 国政選挙歴
- 第1回衆議院議員総選挙（山口県第4区、1890年7月、無所属）落選[7]
- 第3回衆議院議員総選挙（山口県第4区、1894年3月、無所属）当選[7]
- 第5回衆議院議員総選挙（山口県第4区、1898年3月、国民協会）当選[8]
- 第6回衆議院議員総選挙（山口県第4区、1898年8月、国民協会）当選[8]
- 第9回衆議院議員総選挙（山口県郡部、1904年3月、立憲政友会）当選[9]